# Benecko
Benecko (deutsch: Benetzko) ist eine Gemeinde im westlichen Riesengebirge im Okres Semily, Liberecký kraj, in Tschechien. Im Jahre 2004 lebten 1.124 Einwohner in der Gemeinde.

## Geographie
Der Ort liegt am Westabhang des Berges Žalý (deutsch Heidelberg).

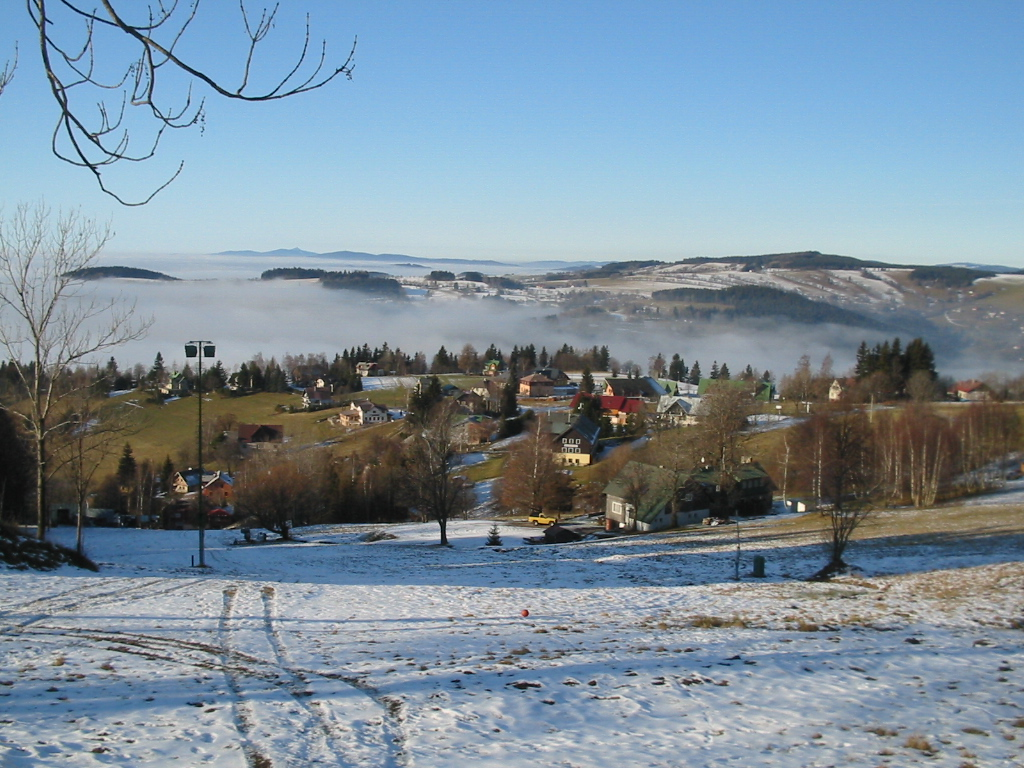
Blick auf den Ort

## Geschichte
Der Ort wurde 1304 erstmals urkundlich erwähnt. Er ist einer der ältesten tschechischen Skiorte. Schon im Winter 1892/93 war der Lehrer Jan Buchar, Ehrenbürger von Jilemnice, hier auf Skiern unterwegs. In den 1960er Jahren wurden die ersten Skilifte gebaut. 2006 wurde ein Sessellift gebaut.

## Gemeindegliederung
Die Gemeinde Benecko besteht aus den Ortsteilen Benecko (Benetzko), Dolní Štěpanice (Niederstepanitz), Horní Štěpanice (Oberstepanitz), Mrklov (Merkelsdorf), Rychlov (Richlow), Štěpanická Lhota (Stepanitz Lhota), Zákoutí (Zakouti) und Žalý (Zaly bzw. Heidelberg). Grundsiedlungseinheiten sind Benecko, Dolní Štěpanice, Horní Štěpanice, Lhotecko, Mrklov, Rychlov und Štěpanická Lhota.
Das Gemeindegebiet gliedert sich in die Katastralbezirke Benecko, Dolní Štěpanice, Horní Štěpanice und Mrklov.

## Sehenswürdigkeiten
Unweit von Benecko befinden sich die Reste einer gotischen Burgruine („Burg Wallenstein“), die 1304 erbaut und schon 1543 wieder verlassen wurde. Im Rahmen von archäologischen Ausgrabungen in den 1990er Jahren wurde ein Teil des Bergfrieds freigelegt.

## Wirtschaft
Benecko ist ein Zentrum des Wintertourismus.

## Verkehr
Buslinien verkehren regelmäßig nach Jilemnice und Vrchlabí.

## Persönlichkeiten

### Söhne und Töchter der Stadt
- Bohumil Hanč (1886–1913), Skilangläufer
- Josef Feistauer (1893–1972), Skilangläufer
- Šárka Strachová (* 1985), Skirennläuferin